# Crazy (песня Вилли Нельсона)
«Crazy» — песня, написанная тогда ещё молодым автором-песенником Вилли Нельсоном. Наиболее известна в исполнении Пэтси Клайн. Записывалась многими певцами, включая Лиэнн Раймс и Хулио Иглесиаса
В 1992 году сингл Пэтси Клайн с этой песней (1962 год) был принят в Зал славы премии «Грэмми».
В 2004 году журнал Rolling Stone поместил песню «Crazy» в исполнении Пэтси Клайн на 85 место своего списка «500 величайших песен всех времён». В списке 2011 года песня также находится на 85 месте.
Кроме того, в 2014 году британский музыкальный журнал New Musical Express поместил «Crazy» в исполнении Пэтси Клайн на 203 место уже своего списка «500 величайших песен всех времён».
Также песня, в частности, вошла (опять же в оригинальном исполнении Пэтси Клайн) в составленный журналом «Тайм» в 2011 году список All-TIME 100 Songs (список ста лучших песен с момента основания в 1923 году журнала «Тайм»).

### Чарты
| Чарт (1961)                            | Наив. поз. |
| -------------------------------------- | ---------- |
| США (Billboard Hot Country Singles)    | 2          |
| США (Billboard Easy Listening)         | 2          |
| США (Billboard Hot 100)                | 9          |
| Великобритания (переиздание 1990 года) | 14         |
| Ирландия (переиздание 1990 года)       | 14         |
| Австралия (Kent Music Report)          | 56         |